# 井上雅文
井上 雅文（いのうえ まさふみ、1963年4月19日 - ） は、日本の農学者。専門は木材加工学。東京大学大学院農学生命科学研究科附属アジア生物資源環境研究センター教授、木材利用システム研究会会長。元大建工業監査役。

## 人物・経歴
奈良市生まれ。1987年神戸大学教育学部卒業。1991年日本学術振興会特別研究員。1993年京都大学大学院農学研究科博士課程林産工学専攻修了、博士（農学）。1994年京都大学木質科学研究所助手。2004年京都大学生存圏研究所助手。2005年東京大学アジア生物資源環境研究センター助教授。2006年東京大学アジア生物資源環境研究センター准教授。2006年東京大学大学院農学生命科学研究科生物材料科学専攻兼担、内閣府政策統括官（科学技術政策担当）付上席政策調査員。2007年木質構造研究会理事。2009年日本木材輸出振興協議会理事。2010年木材利用システム研究会会長。2011年文部科学省科学技術政策研究所客員研究官、科学技術振興機構低炭素社会戦略センター特任研究員。2015年大建工業監査役。2016年東京大学アジア生物資源環境研究センター教授、木材利用システム学寄付研究部門特任教授。専門は木材加工学、木質材料学、環境材料設計学、木材利用システム学。

## 受賞
- 1994年 林業科学技術振興所林業科学技術振興賞（研究奨励賞）[4]
- 1995年 日本MRS優秀講演賞[4]
- 2000年 未来の木工機械コンテスト林野庁長官賞[4]
- 2003年 日本木材加工技術協会市川賞[4]
- 2008年 朝日新聞社暮らしの中の木の椅子展部門賞[4]